# 辞海

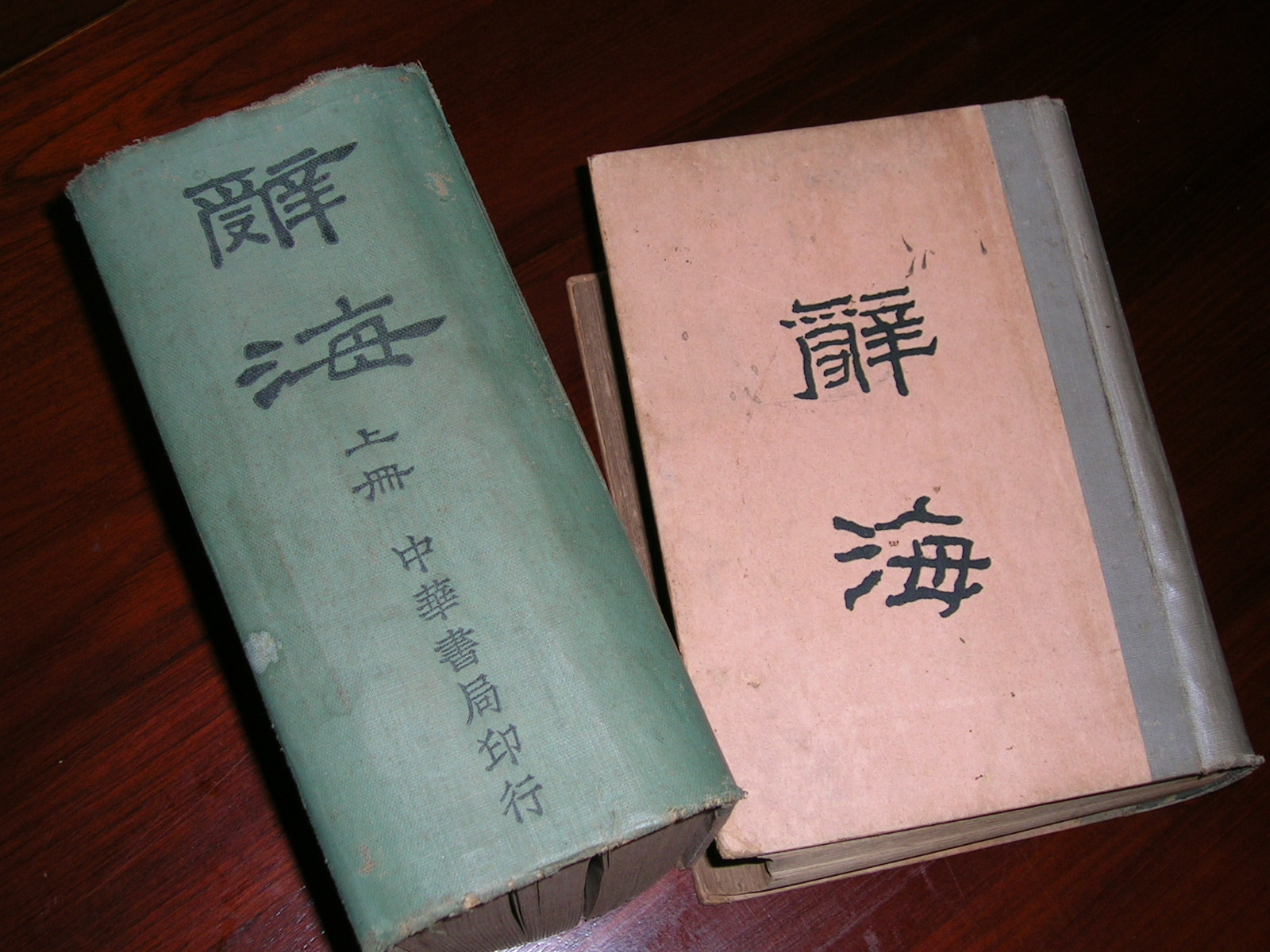
1937年版の『辞海』縮印本

辞海（じかい）とは、中国の大型総合辞書。中華書局が1915年から作成を始め、1936年に完成した。
1957年から中国共産党の命令で改訂が始まり、1979年に上海辞書出版社から第一次修正版が出版、以後10年毎に改訂版が発行されている。
『大辞海』は『辞海』を基にした大型総合辞典であり、2002年から刊行が始まっている。

## 内容体例
辞海に収録されている語彙の分野は、哲学、歴史、医学、法学、化学、宗教、数学など広範囲にわたり、百科事典的な総合辞典である。
辞海は文字を使って語を説明しているので、字典としても辞書としても使える。

## 辞海における部首の体系
辞海における部首は250部首の体系を採用している。康煕字典214部首の体系をベースに、以下の改変を加えている：
- 亅二爻用禸舛飛鬯の8部首を削除する。
  - 削除部首に関して、後の2009年の「GB13000.1字符集漢字部首帰部規範」との違いは、玄と黹が残っていることと、飛が削除されていることである。
- 人入・匚匸・土士・夂夊・彳行・日曰の6組をそれぞれ統合、それぞれ左の部首を主部首とする。
- 人と亻、 刀と刂、手と扌、心と忄、犬と犭、水と氵、攴と攵、火と灬、示と礻、衣と衤をそれぞれ別の部首とする。
- 阜は阝（左）、邑は阝（右）、艸は艹、辵は辶、老は耂、无は旡、聿は肀、网は罒、襾は覀、長は镸をそれぞれ主部首とする。また肀部で「聿」のほか、「𦘒」（下が突き出ない字形）を変形部首とする。
- 新設部首が大幅に追加されているのが特徴的である。乛𠂇𠂉𠂆乂マ亡兀丸王龶廿不⺜中天尺𡗗去𫇦戊业龸申由民𢦏亚朿光𠂤𰁜龹束卵㐬𠦝虎是𠩺の40部首を新設する。乛は㇆㇗㇜、廿は龷、天は夭、𫇦は𤇾、亚は亞、𰁜は亦䜌を変形部首とする。
- 部首の字形が簡化されたものは、簡化された字形を主部首とする。
- 字義を考慮せず、字形により一定の規則に従って部首を決定できるようになっている。

## 作成の歴史
『辞海』は中華書局のオーナー陸費逵が1915年から編纂を開始した。期間も投資額も莫大であったため数回中断されたが、陸費逵はあきらめることなく、1928年に舒新城を編集主任に任命し、1936年ついに出版にこぎつけ、全国で発売された。
1957年9月、毛沢東は上海に赴き、『辞海』の改訂を命じた。1958年、中華書局に辞海編輯所が設立され、専門家5000人を集めての改訂が始まった。1961年から1962年ごろに試行本が完成した。1965年、「未定稿本」が完成する。文化大革命の時期に作業が中止させられたが、文革終了後に上海辞書出版社で事業が再開された。1979年、第一次修正版が完成した。
それ以後、10年ごとに大改訂がなされてきた。最新版は2009年に完成している。

## 版本

### 辞海
- 1936年版：上下2冊に分かれる。主編は舒新城。

- 1961年版：『辞海』試行本、1961年から1962年に初出版。分野ごとに分けられた16冊からなる。

- 1965年版：『辞海』“未定稿本”、一般公開はされていない。上下2冊に分かれる。

- 1979年版：上海辞書出版社出版、本編は3巻、分冊は専門毎に分かれた26巻からなる。1980年に縮印本(縮小版)が出版された。1983年に語彙を追加して重版された。主編は舒新城、陳望道、夏征農。（ただし舒新城は1960年、陳望道は1977年に死去している。）収録単字14872、詞目91706条、挿入図3000余り。単語は部首別画数順に並んでいる。

- 1989年版：主な内容は1979年版と同じであるが、詞目分類索引一冊が追加された。収録単字16534、語と百科事典の説明10万3千余、合計1600万余字。さらに中華人民共和国行政区画早見、四角号碼索引、詞目外国語索引を追加。百科詞語の追加に重点を置いている。

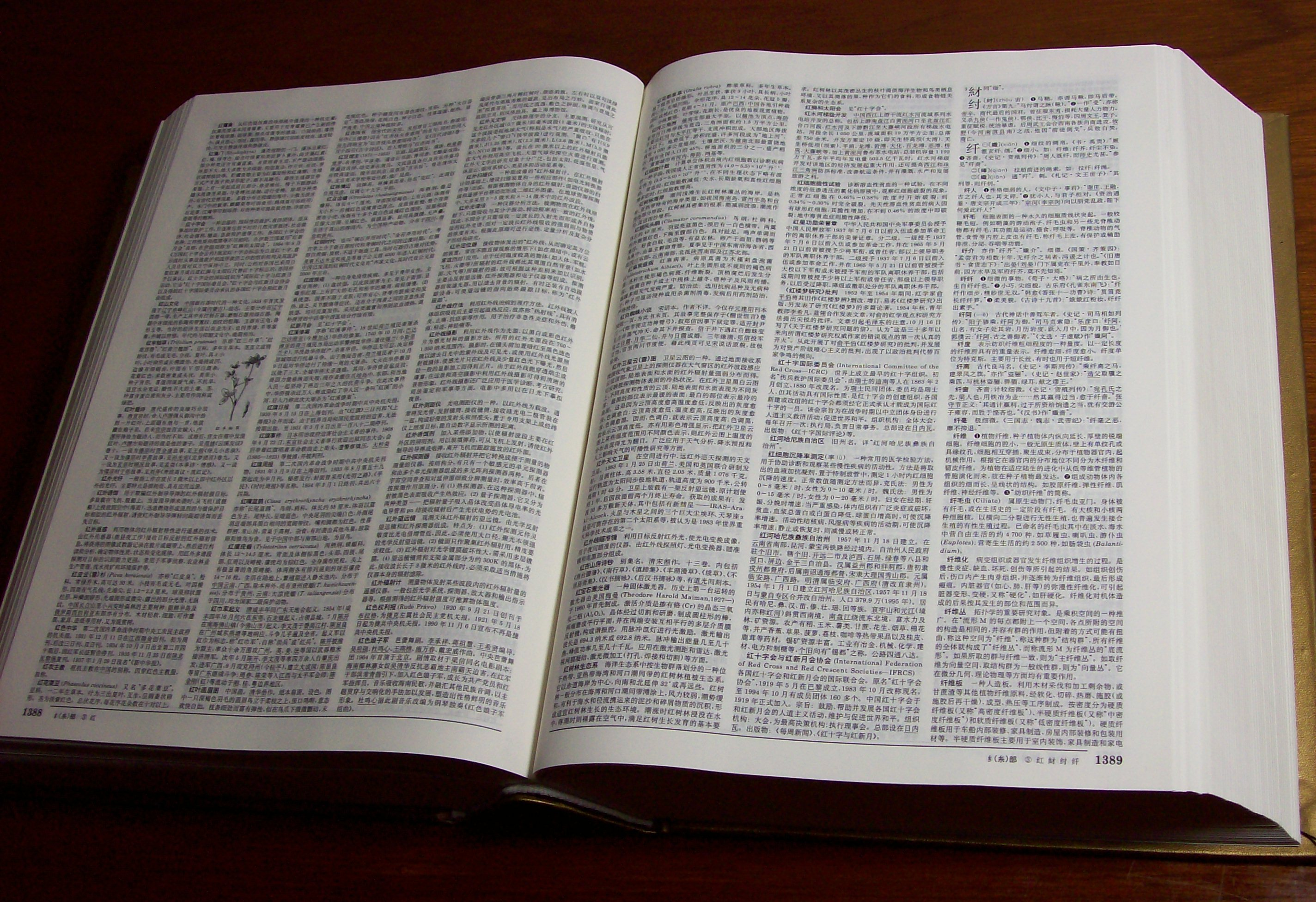
開かれた『辞海』1999年版の縮印本

- 1999年版：夏征農主編。カラー図増加本、音序本(発音順掲載本)もできた。2003年には愛蔵版も出た。両者の文字内容は同じだが、図の並びなどに差がある。カラー図増加本の絵はカラー、その他の本は白黒線画である。『音序本』はピンイン順に掲載されている。収録単字19485（繁体字、異体字を含む）、そのうちの17674個が頭文字（字頭）になっている。頭文字及び独立詞目12万2835条、1983万字。
  - 普及本：3巻
  - 縮印本：1巻
  - カラー本：5巻（付録の索引巻を含む）
  - カラー本愛蔵版（発音順）：9巻。3つの箱に分けて収められている。オールカラー。責任編集者夏征農のサイン入り金箔カード付き。
  - カラー縮印本（発音順）：5巻
  - 普及本（発音順）：4巻
  - 縮印本（発音順）：1巻、2002年出版。収録単字17523、繁体字と異体字6129、頭文字及び独立詞目10万5400条、1882万字。
  - 縮印本愛蔵版（発音順）：4巻。2003年出版、1708万字、白黒線図3600余。

- 2009年版：2009年9月21日出版。夏征農（2008年に104歳で没した）、陳至立主編。

### 台湾中華書局版
中華民国政府と共に台湾に移った中華書局（台湾中華書局）も1956年に『辞海』上下2冊を発行しており、1996年には『辞海 最新増訂本』（8版）が台湾中華書局辞海編集委員会編で出版されている。

### 大辞海
『大辞海』のページ数は『辞海』の2.5倍で、5000万字、38巻である。2003年に哲学と医薬科学の2巻を発行したのを皮ぎりに順次発行されている。当初は2010年に完成する計画であったが、予定は大幅に遅れ、2012年に21巻（22冊）まで出版された。この時点で「2015年に完成予定」と報じられたが、その後の進展は見られない。

## 発行部数
不完全な統計ではあるが、1999年9月時点で『辞海』79版～89版の3巻本、縮印本の累計発行部数は530万部、分冊は1123万7千部に達している。